# Stine (1979)
Stine ist ein 1979 geschaffener Film des Fernsehens der DDR von Thomas Langhoff nach dem gleichnamigen Roman von Theodor Fontane aus dem Jahr 1888.

## Handlung
An einem Tag des Jahres 1877 steht die verwitwete Pauline Pittelkow in der Berliner Invalidenstraße auf einem  der Fensterbretter ihrer Wohnung, die im ersten Stock des Hauses liegt, um die Fenster von außen zu putzen, so dass alle vorbeikommenden Männer zu ihren schönen Waden hinaufschauen müssen. Da kommt ein Bote mit einem Brief ihres Geliebten Graf von Haldern, in dem er sein Kommen für den gleichen Abend zu einem Diner ankündigt, was ihr überhaupt nicht passt, da sie gerade mit der Reinigung ihrer Wohnung beschäftigt ist. Außerdem teilt ihr der Graf mit, dass er noch seinen Neffen Waldemar und den Baron mit dem Spitznamen Papageno mitbringen wird, weshalb sie auch noch ihre Freundin Wanda Grützmacher, die als Schauspielerin an einem Theater beschäftigt ist und ihre Schwester Ernestine Rehbein, die zwei Stockwerke über ihr ebenfalls in einfachen kleinbürgerlichen Verhältnissen zur Untermiete wohnt, einladen soll. Schnell ruft sie ihre Tochter Olga, die mit ihrer kleinen Schwester im Kinderwagen auf der Straße steht und schickt sie mit einem Brief zu Wanda, um sie einzuladen. Anschließend geht sie zu ihrer Schwester, die von allen nur Stine genannt wird und bittet sie, ihr bei den Vorbereitungen zu helfen.
Pünktlich acht Uhr treffen die drei Herren bei Pauline ein und lassen sich, nach der gegenseitigen Vorstellung, gemeinsam mit den drei Damen, die von Graf von Haldern bezahlten Speisen und Getränke schmecken. Anschließend trägt Wanda zur Unterhaltung der Gesellschaft bei, in dem sie eine Liebesgeschichte als Kartoffelkomödie, also Kartoffelfiguren auf ihren Fingern, aufführt. Während sie die folgende Zeit mit Kartenspielen und dem Singen von Liedern verbringen, wird ihre Stimmung immer ausgelassener und die Gespräche werden intimer und anzüglicher. Hier lernt Stine den stillen, kränklichen, jungen Grafen Waldemar von Haldern kennen und erste Anzeichen einer gegenseitigen Zuneigung sind zu entdecken.
Einige Tage später steht Waldemar vor Stines Tür und bittet um Einlass, was diese erst nicht erlauben will, da sich das für ein alleinstehendes Mädchen nicht geziemt, denn die Leute sehen alles. In diesem Fall sieht es ihre Vermieterin Frau Polzin, die den gutgekleideten Mann sieht und schlussfolgert, dass sie nun die Miete um mindestens fünf Mark erhöhen kann. Stine macht dem jungen Grafen klar, dass sie ein ordentliches Mädchen ist, das den Lebenswandel ihrer Schwester nicht befürwortet und nicht die Absicht hat, selbst so zu werden. Doch Waldemar erwidert, nur gekommen zu sein, da sie ihm leid tut, denn er hat an jenem gemeinsamen Abend gesehen, dass der nicht nach ihrem Sinn und Verstand verlief. Noch im gleichen Moment erkennt er, dass Stine das Mitleid nicht braucht, denn sie antwortet ihm, auf ihre Art glücklich zu sein. In dem folgenden Gespräch spricht Stine nur gute Worte über ihre Schwester, erzählt aus deren Leben und wie sehr sie sich beide lieben und achten. Als Waldemar geht, fragt er noch, ob er wiederkommen darf, was sie aber nicht möchte, weil er sie nur beunruhigt, aber Stine sagt kein klares Nein. In der Zukunft besucht Graf Waldemar Stine regelmäßig, sie erzählt von den schönen Momenten in ihrem einfachen Leben und Waldemar berichtet  im Gegensatz dazu von seiner schweren Kindheit bis zu der Verwundung im Krieg, unter der er bis heute zu leiden hat.
Pauline besucht Stine, um mit ihr über Waldemar zu reden, da sie seine vielen Besuche bemerkt und sich ihre Gedanken darüber macht. Doch Stine beschreibt Waldemar als einen guten Menschen, der in ihr endlich einen Menschen gefunden hat, den er lieben kann. Pauline versucht Stine zu überzeugen, dass sie diese Liebschaft bedenklich findet, denn ein außereheliches Verhältnis mit einem Grafen könnte sie ins Gerede bringen. Doch Stine wehrt die Einwände ihrer Schwester ab und will das nahende Unglück nicht kommen sehen.
Waldemar trägt sich inzwischen mit dem Gedanken Stine zu heiraten, was seine Eltern mit Sicherheit ablehnen werden, er ist sich aber nicht sicher, was sein Onkel dazu sagen wird. Deshalb konsultiert er vorher dessen Freund Papageno, der ihn ermuntert, einfach mit dem Grafen darüber zu sprechen. Doch dieser rät dem jungen Grafen, wegen dessen gesundheitlicher Verfassung, grundsätzlich von einer Heirat ab. Als er dann aber hört, dass es sich um Stine handelt, fragt er ihn, ob er nicht bei Sinnen wäre. Waldemar bleibt ruhig und versichert seinem Onkel, nur seine freundliche Zustimmung zu erhoffen, denn er möchte nicht im Streit von der alten Welt scheiden, was diesen noch mehr verwirrt. Auch das klärt Waldemar auf, denn nach der Eheschließung hat er die Absicht nach Amerika auszuwandern. Der Onkel rät ihm, weiterhin seine schönen Stunden mit Stine zu haben, bis er deren überdrüssig ist, lehnt aber jegliche Heiratsgedanken ab. Er weigert sich auch, bei Waldemars Eltern in Gross-Haldern als Fürsprecher für dessen Pläne aufzutreten und verweigert sogar einen Handschlag zur Verabschiedung, bei der sich sein Neffe noch einmal ausdrücklich dafür bedankt, durch ihn sein großes Glück kennengelernt zu haben.
Waldemar ist immer noch fest entschlossen, Stine zu heiraten und anschließend mit ihr nach Amerika zu gehen, um ein neues Leben zu beginnen, was er ihr bei seinem nächsten Besuch vorträgt. Doch sie verneint sein Ansinnen, obwohl sie ihm zum Abschied versichert, ihn von ganzen Herzen zu lieben. Waldemar ist bitter enttäuscht und beschließt aus dem Leben zu scheiden, da er keinen Sinn mehr darin sieht. Den Versuch sich mit einer Pistole umzubringen verwirft er und er bereitet eine Mixtur aus verschiedenen Giften zu, die er trinkt, jedoch nicht ohne zuvor einen Abschiedsbrief an Stine zu schreiben, in dem er ihr noch einmal seine große Liebe versichert.
Die Trauerfeier in der Kirche von Groß-Haldern verfolgt Stine unbeobachtet und voller Tränen hinter einem Pfeiler. Mitgenommen und fiebrig kehrt sie wieder zu ihrer Schwester nach Berlin zurück. Frau Polzin sagt nur noch zu ihrem Mann: „Die wird nicht wieder“.

## Produktion
Das Szenarium stammt von Anne Habeck und für die Dramaturgie war Albrecht Börner verantwortlich.
Die Erstausstrahlung des auf ORWO-Color geschaffenen Films erfolgte am 14. Januar 1979 im 1. Programm des Fernsehens der DDR.

## Kritik
„Thomas Langhoff hat mit künstlerischer Akkuratesse Regie geführt. Der Fernsehfilm ist aufgebaut wie ein Kammerspiel und konzentriert sich wohl auf das Wort, die Dialoge, die exakt der Vorlage entsprechen. Langhoff verdichtete den tragischen Konflikt wirksam durch optische und akustische Zutaten.“

„Die Szenaristin Annelore Habeck und der Regisseur Thomas Langhoff schufen ein dem Werk Fontanes häufig bis in die letzten Einzelheiten folgenden Film; vorsichtig straffend und soziale Bezüge behutsam verstärkend. Diese Konzeption des Films hat zwei Aspekte. Einmal ist sie getragen von Respekt gegenüber dem Werk, einer Haltung, die mir in diesem Falle ausnehmend sympathisch ist. Zum anderen aber muß ein solcher Film geprägt sein von all den Problemen, die auch die Vorlage charakterisieren.“